# West London Line
West London Line és una línia de ferrocarril de curt recorregut, que enllaça Clapham Junction, al sud, amb Willesden Junction, al nord. Fou construïda per permetre als trens creuar Londres.

## Serveis de passatgers
Els trens locals circulen cada mitja hora operats per London Overground. També circulen trens de Southern cada hora entre East Croydon i Milton Keynes, dos cops al dia serveis de Crosscountry des de Brighton a Birmingham New Street. A més també hi circulen trens de mercaderies i anteriorment hi passaven trens Eurostar des de London Waterloo cap a les cotxeres de North Pole Junction.

## Història de la línia
El ferrocarril entre Wormwood Scrubs i Shepherds Bush va obrir el 1844, com una línia que travessava l'oest de Londres:
- West London Joint Railway (WLJR) propietat de Great Western Railway (GWR) i London and North Western Railway (L&NWR).
- West London Extension Joint Railway: GWR/L&NWR/London, Brighton and South Coast Railway (LB&SCR)/London and South Western Railway (L&SWR).

West London Railway originàriament era anomenat Birmingham, Bristol & Thames Junction Railway, autoritzat el 1836 a circular des de London and Birmingham Railway al llarg de Great Western, fins Kensington Canal Basin.